# Cuenca de Sudbury

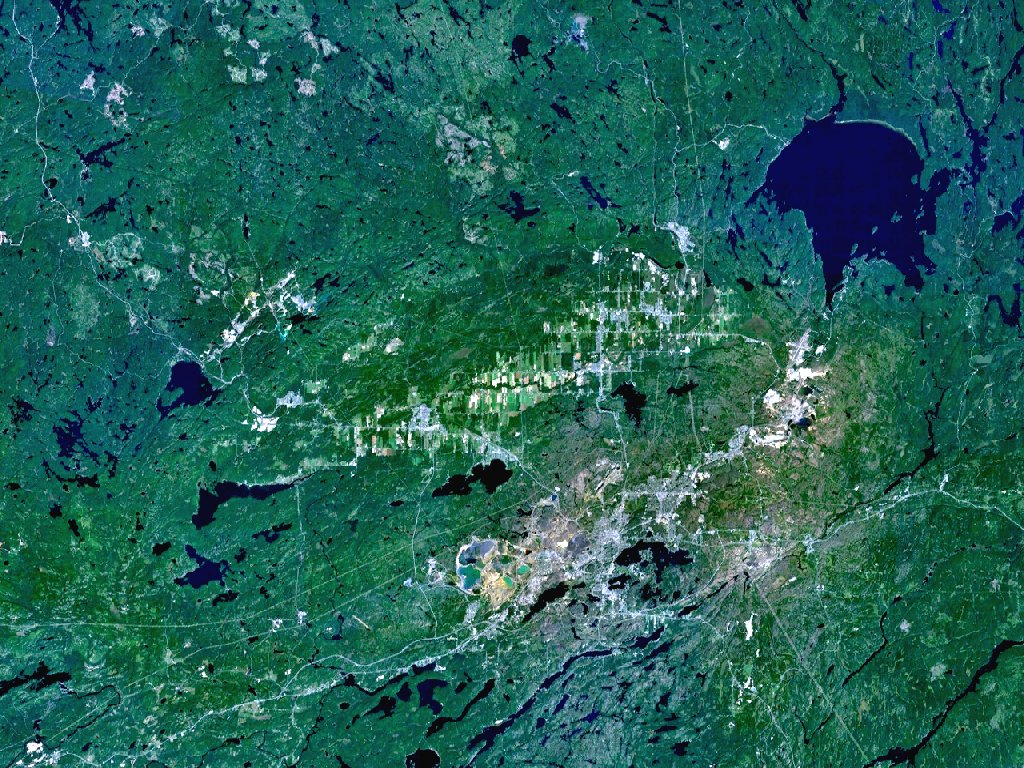
El cráter de Sudbury aparece en la imagen como el óvalo situado debajo a la izquierda del lago Wanapitei, en la esquina superior derecha de la imagen.

La cuenca de Sudbury a veces denominada como estructura de Sudbury es una formación geológica situada en Ontario, Canadá, cuyo origen se sitúa hace unos 1850 millones de años, a finales del Orosírico. Es el segundo mayor cráter de impacto en la Tierra, tras el cráter de Vredefort, así como uno de los más antiguos. Está situado en el Escudo Canadiense, cerca de la ciudad de Greater Sudbury, Ontario. Las antiguas localidades de Rayside-Balfour y Valley East se encuentran dentro de la cuenca, la cual es conocida localmente como El Valle. El núcleo urbano de la antigua Sudbury se encuentra en el límite meridional de la formación.
La cuenca de Sudbury aparece cerca de otras anomalías geológicas, como la Anomalía Magnética de Temagami, el cráter de impacto del lago Wanapitei y el límite occidental del Graben de Ottawa-Bonnechere Graben, aunque el origen de todas de estas formaciones no está relacionadas entre sí.